# Радинський Олександр Наумович
Радинський Олександр Наумович — український кінооператор.
Народився 9 листопада 1958 р. в Києві. Закінчив Київський державний інститут театрального мистецтва ім. І. Карпенка-Карого (1980).
Зняв на студії «Укркінохроніка» фільми: «Стіна» (1988), «Любіть…» (1990), «Оглянься з осені» (у співавт.), «Чорнобиль. Тризна» (1993), «50 років Перемоги» (у співавт.), «Сповідь перед учителем» (1995), «Чорнобиль. Післямова» (1996), «Заради життя» (1996, у співавт.), «Олесь Гончар. Післямова» (1996), «Конституційний марафон» (1997, у співавт.).
Член Національної Спілки кінематографістів України.